# Maxim Baldry
Maxim Alexander Baldry, detto Max (Redhill, 5 gennaio 1996), è un attore britannico, conosciuto per aver interpretato il ruolo di Stephan nel film commedia Mr. Bean's Holiday.
Dal 2022, interpreta Isildur nella serie di Prime Video Il Signore degli Anelli - Gli Anelli del Potere.

## Biografia e carriera
Di padre inglese e di madre russa, Max ha vissuto a Mosca, imparando come sua prima lingua il russo, per i primi sette anni della sua vita, per poi tornare nella nativa Inghilterra nel 2003. Si interessò alla recitazione fin da piccolo, ed è stato coinvolto in molte produzioni teatrali indipendenti, una delle quali era Peter and the Wolf  esibendosi alla V&A, prima di entrare all Jackie Palmer Stage School nel 2005. I suoi genitori sono Simon e Karina Baldry.
Max ha raggiunto il successo nel 2007, quando ha ottenuto la parte di Stephan, opposto all'attore Rowan Atkinson nel film Mr. Bean's Holiday. Questo ruolo ha portato Max ad una nomination agli Young Artist Awards. Ha poi continuato lavorando nella serie televisiva Roma della rete HBO/BBC TV dove ha svolto il ruolo di Caesarion. Ha avuto l'esperienza di essere sul palco del National Theatre nel 2008 per la produzione di The Rose Tatoo. Ha fatto un paio di voci fuori campo in 'Little Polar Bear 2' e in 'Il Kinematograph' di Tomek Baginski. Max ha anche preso parte per un adattamento della BBC Radio 4 John Irvine A Prayer For Owen Meany dove ha interpretato il personaggio di Johnny.
Nel 2010 Max è stato selezionato per far parte del National Youth Theatre. Frequenta attualmente la Berkhamsted School  e continua la sua formazione di attore. Nel 2012 Ha interpretato il ruolo di un ragazzo polacco nella serie Sadie J.

## Filmografia

### Cinema

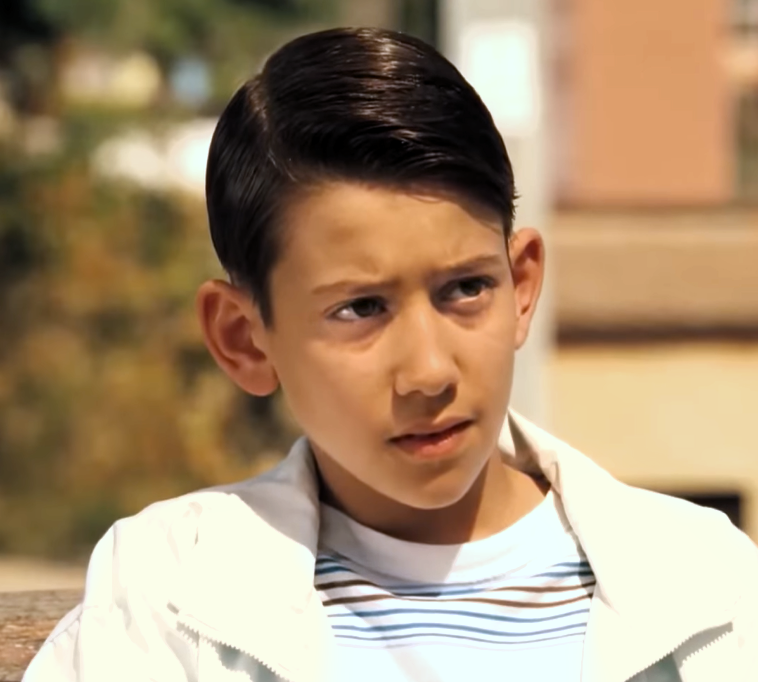
Maxim Baldry in Mr. Bean's Holiday (2007)

- Piuma il piccolo orsetto polare e l'isola misteriosa (Der Kleine Eisbär 2 – Die Geheimnisvolle Insel), regia di Piet De Rycker e Thilo Rothkirch - voce (2005)
- Mr. Bean's Holiday, regia di Steve Bendelack (2007)

### Televisione
- Roma (Rome) – serie TV, episodi 2x08-2x09-2x10 (2007)
- The Kinematograph, regia di Tomasz Baginski (2009) – voce
- Sadie J – serie TV, episodio 2x10 (2012)
- Hollyoaks – serial TV, 80 puntate (2016-2017)
- Years and Years – miniserie TV, 6 puntate (2019)
- Doctor Who – serie TV, episodio 12x08 (2020)
- Strike Back – serie TV, 4 episodi (2020)
- Il Signore degli Anelli - Gli Anelli del Potere (The Lord of the Rings: The Rings of Power) – serie TV (2022-in corso)

## Riconoscimenti
- 2008 – Young Artist Award
  - Candidatura miglior performance in un film – attore non protagonista – commedia o musical per Mr. Bean's Holiday

## Doppiatori italiani
Nelle versioni in italiano delle opere in cui ha recitato, Maxim Baldry è stato doppiato da:
- Manuel Meli in Roma
- Federico Campaiola ne Il Signore degli Anelli - Gli Anelli del Potere
- Gianluca Musiu in Years and Years